# Montsià

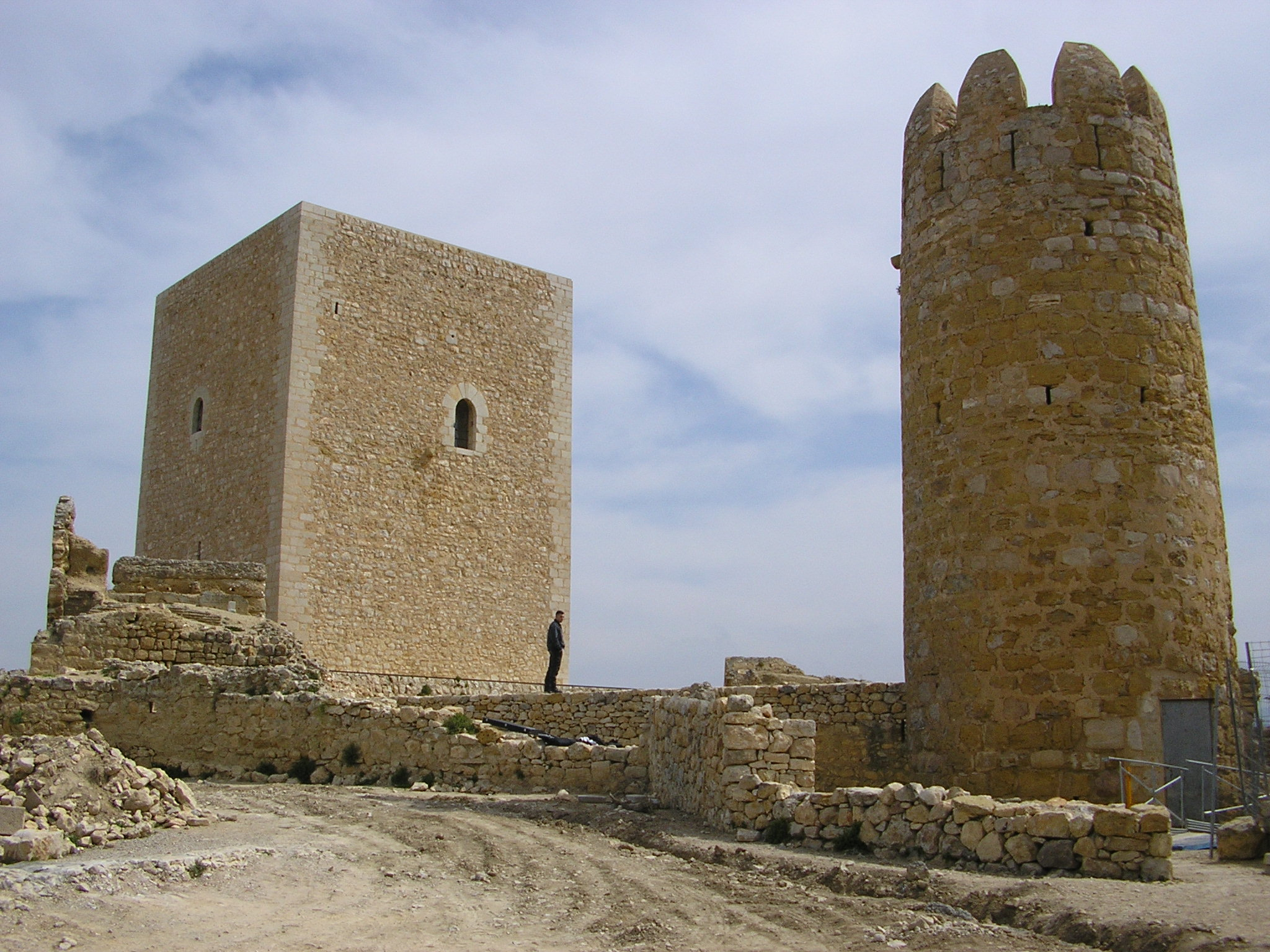
Fästningen Castell d'Ulldecona i grevskapet Montsià.

Montsià är ett grevskap, comarca, det sydligaste i Katalonien, i Spanien. Huvudstaden heter Amposta, med 21551 innevånare 2013.

## Kommuner
Montsià är uppdelat i 12 kommuner, municipis.

- Alcanar
- Amposta
- Freginals
- La Galera
- Godall
- Mas de Barberans
- Masdenverge
- Sant Carles de la Ràpita
- Sant Jaume d'Enveja
- Santa Bàrbara
- La Sénia
- Ulldecona